# Ниттель
Ни́ттель (нем. Nittel, люкс. Nëttel) — коммуна в Германии, в земле Рейнланд-Пфальц, на границе с Люксембургом.
Входит в состав района Трир-Саарбург. Подчиняется управлению Конц. Население составляет 2205 человек (на 31 декабря 2010 года). Занимает площадь 16,68 км².